# Yuriy Lituyev
Yuriy Nikolayevich Lituyev (russe : Юрий Николаевич Литуев), né le 11 avril 1925 à Irbit, mort le 2 mars 2000 à Moscou, est un athlète russe, spécialiste du 400 mètres haies.

## Carrière
Concourant sous les couleurs de l'URSS dès la fin de la Seconde Guerre mondiale, il obtient son premier podium international majeur en 1950 en se classant deuxième des Championnats d'Europe de Bruxelles (52 s 4), derrière l'italien Armando Filiput. Il participe aux Jeux olympiques de 1952 d'Helsinki et décroche la médaille d'argent du 400 m haies en 51 s 3, s'inclinant largement face à l'Américain Charles Moore.
Le 20 septembre 1953 à Budapest, Yury Lituyev améliore de deux dixièmes de seconde le record du monde du 400 m haies détenu par l'Américain Glenn Hardin depuis 1934, en établissant le temps de 50 s 4 sur la piste de 500 mètres du Nepstadion.
L'année suivante, en 1954, il se classe deuxième des Championnats d'Europe de Berne en 50 s 8, derrière l'autre Soviétique Anatoliy Yulin.
Quatrième des Jeux olympiques de 1956, Lituyev décroche son premier titre international en 1958 en s'imposant en finale des Championnats d'Europe de Stockholm, en 51 s 51, devant le Suédois Per-Ove Trollsås et le Suisse Bruno Galliker.
Il est par ailleurs détenteur du record d'Europe du 400 m haies de 1952 à 1960.

### Palmarès
| Date | Compétition           | Lieu      | Résultat | Épreuve     |
| ---- | --------------------- | --------- | -------- | ----------- |
| 1950 | Championnats d'Europe | Bruxelles | 2e       | 400 m haies |
| 1952 | Jeux olympiques       | Helsinki  | 2e       | 400 m haies |
| 1954 | Championnats d'Europe | Berne     | 2e       | 400 m haies |
| 1956 | Jeux olympiques       | Melbourne | 4e       | 400 m haies |
| 1958 | Championnats d'Europe | Stockholm | 1er      | 400 m haies |

### Records
| Épreuve     | Performance | Lieu | Date |
| ----------- | ----------- | ---- | ---- |
| 400 m haies | 50 s 4      |      | 1953 |
| 400 m       | 48 s 2      |      | 1953 |

## Vie privée
Il est le mari de la sauteuse en longueur Valentina Bogdanova.